# Laura Gómez (patinadora)
Laura Isabel Gómez Quintero (Carmen de Viboral, Antioquia; 17 de julio de 1990) es una patinadora de velocidad colombiana que fue patinadora profesional al principio de su carrera. Tomó el deporte del patinaje de velocidad solo a fines de julio de 2017 y rompió varios récords nacionales colombianos para mujeres dentro de los seis meses posteriores a participar en el patinaje de velocidad antes de impresionar a los seleccionadores para que se nombraran a sí misma en los Juegos Olímpicos de Invierno de 2018. Compitió en el evento de salida en masa de 3000m femenino.

## Trayectoria
Laura Gómez fue informada sobre su selección a la escuadra de Colombia para los Juegos Olímpicos de Invierno de 2018, apenas una semana antes del inicio de los Juegos Olímpicos de Invierno. Fue solo la segunda aparición de Colombia en los Juegos Olímpicos de Invierno que envió una delegación de 4 participantes en el evento multideportivo y también fue la única competidora colombiana en competir durante los Juegos Olímpicos de Invierno de 2018.Durante los Juegos Olímpicos de Invierno de 2018, rompió un récord olímpico nacional para un evento de patinaje de velocidad de 1000 m para mujeres durante una competencia de prueba. En diciembre de 2021, Gómez se clasificó para sus segundos Juegos Olímpicos de Invierno de 2022.

## Récords nacionales
| Evento      | Récord  | fecha                   | Registro                                            | Lugar                          | Ref    |
| ----------- | ------- | ----------------------- | --------------------------------------------------- | ------------------------------ | ------ |
| 500 metros  | 41.73   | 2 de marzo de 2018      | AmCup Final                                         | Salt Lake City, Estados Unidos | [ 7 ]  |
| 1000 metros | 1:19.42 | 3 de marzo de 2018      | AmCup Final                                         | Salt Lake City, Estados Unidos | [ 8 ]  |
| 1500 metros | 2:02.50 | 4 de marzo de 2018      | AmCup Final                                         | Salt Lake City, Estados Unidos | [ 9 ]  |
| 3000 metros | 4:16.85 | 10 de diciembre de 2017 | Copa del mundo de patinaje de velocidad ISU de 2017 | Salt Lake City, Estados Unidos | [ 10 ] |
| 5000 metros | 7:46.16 | 14 de octubre de 2017   | Copa del mundo de patinaje de velocidad ISU de 2017 | Salt Lake City, Estados Unidos | [ 11 ] |